# Blesmes
Blesmes est une commune française située dans le département de l'Aisne, en région Hauts-de-France.
Ses habitants sont appelés les Blesmois.

## Géographie

### Localisation
Le village est situé dans la zone d'appellation Champagne de l'Aisne, à 3,5 km à l'est de la ville de Château-Thierry. La commune de Blesmes s'étend sur 970 hectares et à une altitude qui va de 67 à 229 mètres, soit un dénivelé de 162 mètres. Les principaux cours d'eau qui traversent la commune sont la rivière de la Marne, le Ruisseau de Chierry, le ru Moret, le ru Tonnant. Le village est délimité géographiquement par les communes de Chierry, de Fossoy, de Courboin, de Pétret Nesles la Montagne.

### Hydrographie
La commune est située dans le bassin Seine-Normandie. Elle est drainée par la Marne, l'aqueduc de la Dhuis, le ruisseau de Chierry, le fossé 01 de la Toiterie, le ru Moret, le ru Tonnant et un autre petit cours d'eau,.
La Marne  prend sa source sur le plateau de Langres, dans la commune de Saints-Geosmes (Haute-Marne) et se jette dans la Seine entre Charenton-le-Pont et Alfortville (Val-de-Marne) dans le quartier de Conflans-l'Archevêque. Les caractéristiques hydrologiques de la Marne sont données par la station hydrologique située sur la commune de Château-Thierry. Le débit moyen mensuel est de 223 m3/s. Le débit moyen journalier maximum est de 478 m3/s, atteint lors de la crue du 1er février 2018. Le débit instantané maximal est quant à lui de 484 m3/s, atteint le même jour.
L'aqueduc de la Dhuis est un un aqueduc souterrain d'Île-de-France et d'Aisne, construit entre 1863 et 1865. Il sert à fournir en eau les communes du Val d'Europe, dont le complexe Disneyland Paris à l'est de l'Île-de-France. 

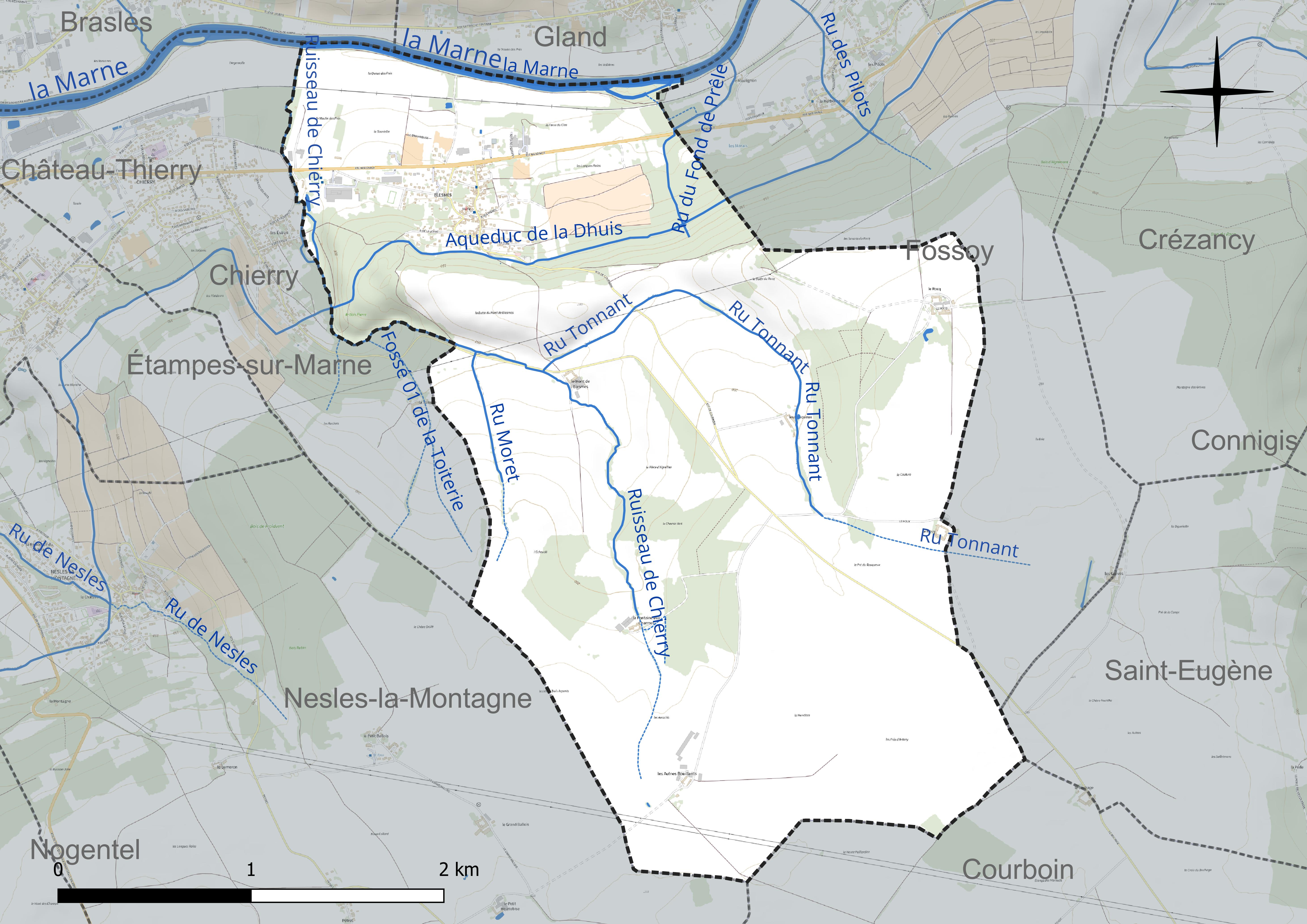
Réseau hydrographique de Blesmes.

### Climat
Pour des articles plus généraux, voir Climat des Hauts-de-France et Climat de l'Aisne.
En 2010, le climat de la commune est de type climat océanique dégradé des plaines du Centre et du Nord, selon une étude du Centre national de la recherche scientifique s'appuyant sur une série de données couvrant la période 1971-2000. En 2020, Météo-France publie une typologie des climats de la France métropolitaine dans laquelle la commune est exposée à un climat océanique altéré et est dans la région climatique  Nord-est du bassin Parisien, caractérisée par un ensoleillement médiocre, une pluviométrie moyenne régulièrement répartie au cours de l'année et un hiver froid (3 °C). 
Pour la période 1971-2000, la température annuelle moyenne est de 10,4 °C, avec une amplitude thermique annuelle de 15 °C. Le cumul annuel moyen de précipitations est de 763 mm, avec 12 jours de précipitations en janvier et 8,6 jours en juillet. Pour la période 1991-2020, la température moyenne annuelle observée sur la station météorologique installée sur la commune est de 10,6 °C et le cumul annuel moyen de précipitations est de 713,0 mm,. Pour l'avenir, les paramètres climatiques de la commune estimés pour 2050 selon différents scénarios d'émission de gaz à effet de serre sont consultables sur un site dédié publié par Météo-France en novembre 2022.
| Mois                                  | jan.             | fév.             | mars           | avril         | mai           | juin           | jui.           | août          | sep.           | oct.          | nov.           | déc.             | année      |
| ------------------------------------- | ---------------- | ---------------- | -------------- | ------------- | ------------- | -------------- | -------------- | ------------- | -------------- | ------------- | -------------- | ---------------- | ---------- |
| Température minimale moyenne (°C)     | 0,8              | 0,9              | 2,9            | 4,9           | 8,2           | 10,9           | 12,9           | 13            | 10,3           | 7,7           | 4              | 1,6              | 6,5        |
| Température moyenne (°C)              | 3,1              | 3,8              | 6,9            | 9,8           | 13,2          | 16,3           | 18,7           | 18,7          | 15,2           | 11,3          | 6,6            | 3,8              | 10,6       |
| Température maximale moyenne (°C)     | 5,5              | 6,7              | 10,9           | 14,7          | 18,3          | 21,6           | 24,4           | 24,4          | 20,1           | 14,9          | 9,3            | 6                | 14,7       |
| Record de froid (°C) date du record   | −15,3 12.01.1987 | −14,3 07.02.1991 | −11,5 13.03.13 | −6,4 08.04.03 | −0,7 06.05.19 | 0,3 04.06.1991 | 4,4 26.07.1987 | 4 29.08.1993  | 1,6 27.09.1990 | −4,2 24.10.03 | −10,2 30.11.10 | −11,4 29.12.1996 | −15,3 1987 |
| Record de chaleur (°C) date du record | 15 05.01.1999    | 19,1 27.02.19    | 22,6 31.03.21  | 27,5 20.04.18 | 30,8 28.05.17 | 34,7 21.06.17  | 40,3 25.07.19  | 38,5 12.08.03 | 33 15.09.20    | 26,8 01.10.11 | 20,4 07.11.15  | 15,8 16.12.1989  | 40,3 2019  |
| Précipitations (mm)                   | 63,7             | 52,3             | 52,7           | 48,2          | 64,1          | 55,5           | 57,8           | 61,7          | 53,3           | 64,6          | 61,8           | 77,3             | 713        |

| Diagramme climatique                                  |            |             |             |             |              |              |            |              |             |          |          |
| J                                                     | F          | M           | A           | M           | J            | J            | A          | S            | O           | N        | D        |
| 5,50,863,7                                            | 6,70,952,3 | 10,92,952,7 | 14,74,948,2 | 18,38,264,1 | 21,610,955,5 | 24,412,957,8 | 24,41361,7 | 20,110,353,3 | 14,97,764,6 | 9,3461,8 | 61,677,3 |
| Moyennes : • Temp. maxi et mini °C • Précipitation mm |            |             |             |             |              |              |            |              |             |          |          |

## Urbanisme

### Typologie
Au 1er janvier 2024, Blesmes est catégorisée ceinture urbaine, selon la nouvelle grille communale de densité à 7 niveaux définie par l'Insee en 2022.
Elle appartient à l'unité urbaine de Château-Thierry, une agglomération intra-départementale dont elle est une commune de la banlieue,. Par ailleurs la commune fait partie de l'aire d'attraction de Château-Thierry, dont elle est une commune de la couronne,. Cette aire, qui regroupe 52 communes, est catégorisée dans les aires de moins de 50 000 habitants,.

### Occupation des sols
L'occupation des sols de la commune, telle qu'elle ressort de la base de données européenne d'occupation biophysique des sols Corine Land Cover (CLC), est marquée par l'importance des territoires agricoles (79 % en 2018), une proportion sensiblement équivalente à celle de 1990 (79,1 %). La répartition détaillée en 2018 est la suivante : 
terres arables (63,8 %), forêts (15,6 %), prairies (9,8 %), zones urbanisées (5,4 %), zones agricoles hétérogènes (5,3 %).
L'évolution de l'occupation des sols de la commune et de ses infrastructures peut être observée sur les différentes représentations cartographiques du territoire : la carte de Cassini (XVIIIe siècle), la carte d'état-major (1820-1866) et les cartes ou photos aériennes de l'IGN pour la période actuelle (1950 à aujourd'hui).

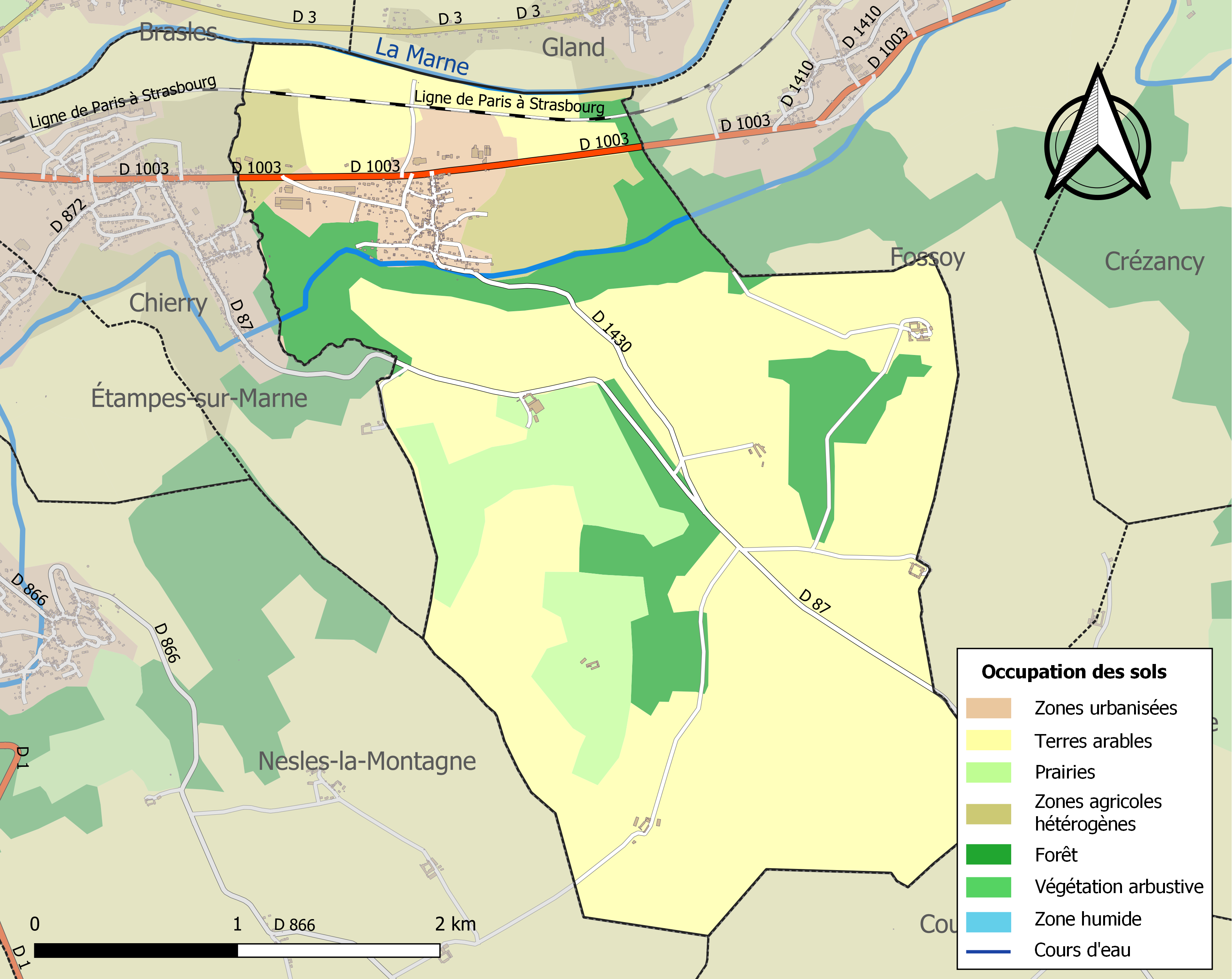
Carte des infrastructures et de l'occupation des sols de la commune en 2018 (CLC).

## Toponymie
Le nom de la localité est attesté sous les formes Belesmia (1131) ; Ville et terroir de Belesme (1337).

Ernest Nègre (Toponymie générale de la France) y voit le nom de la déesse gauloise Belisama, composé du thème bel- et d'une désinence superlative féminine -isama, Le sens du nom est donc « la très brillante »[réf. nécessaire].

## Histoire

### Protohistoire et période romaine
« La Roche aux Fées » ou « Pierre aux Fées », à Blesmes, fait partie des pétroglyphes mésolithiques des massifs gréseux du Bassin parisien. Elle est située sur la pente gréseuse de la rive gauche de la Marne. Cet abri fut découvert au XIXe siècle lors de l'aménagement de l'aqueduc de la Dhuis. Cette grande cavité servait de grotte sépulcrale aux Néolithiques. Au-dessus et autour de la grotte, d'autres cavités géodiques présentent quelques gravures d'époques différentes.
La voie romaine Reims - Château-Thierry - Meaux, traversait la commune. Une occupation romaine, en relation avec une installation portuaire fluviale, fut également observée lors de prospections au sol à Blesmes, sur la rive droite de la Marne. Enfin, un rapport a été établi en 1903 sur une petite collection de vieilles monnaies et médailles par M. Morégnaux dans l'A.S.H.A.C.T..
Des fouilles archéologiques ont été également effectuées à Blesmes, dans le cadre de l'extension vers le nord de la zone artisanale qui se situe au nord du village, entre la RD 1003 et la voie de chemin de fer Paris-Strasbourg, dans l'ancien parc du Château, aujourd'hui détruit. Cette opération a été menée, en décembre 2006 et janvier 2007, par l'unité d'Archéologie du service du patrimoine de la ville de Château-Thierry, en convention avec l'Inrap, sur une superficie de 2 ha. Cela a permis de mettre au jour de nombreux fragments de céramiques à usage culinaire (gobelet caréné à pâte noire lissée, avec décor en deux bandes de molette simple à petit carré et, une fibule skeuomorphe de type peltoïde, dont la datation est communément admise et comprise entre 25 et 100 apr. J.-C. Ces données apportent ainsi des éléments supplémentaires à la connaissance de l'occupation antique de Blesmes.

### DuXVIIesiècleà la Révolution française
Au XVIIe siècle, à Blesmes, à la limite de Chierry, il existait une maladrerie (lieu où les lépreux étaient soignés). Cette maladrerie était attenante au ru de Chierry, le long de la route d'Allemagne (route D 1003). Elle était située à 1 km à l'ouest du village au niveau du Moulin des Prés de Blesmes. C'est actuellement une pépinière et un jardin botanique. Le village de Blesmes appartenait autrefois à l'abbaye Saint-Pierre de Chézy, de même que le moulin des Prés de Blesmes. Entre 1695 et 1698, le roi Louis XIV ordonna le rattachement d'une vingtaine de maladreries aux alentours à l'Hôtel-Dieu de Château-Thierry, dont celle de Blesmes.
Sur la commune de Blesmes, de nombreuses fermes sont situées sur la route de Courboin, datant du XIVe siècle :
- La ferme du Rocq et le château du Rocq : peu de temps avant la Révolution, Charles David du Temple de Rougemont avait acquis cette ferme et le château à la famille Lesguisé. Ensuite, ils ont appartenu à différents propriétaires et, en 1921 à Charles Blanche,  architecte à Paris. Le château est toujours dans la famille Blanche et, la ferme ainsi que les terres appartiennent à Jean Baptiste Delerue.
- La ferme du Houy : Louis Marquet de Mont-Saint-Peyre, receveur général des finances, acheta cette ferme en 1751 à Suzanne d'Argouges, veuve de Louis de La Rochefoucauld, marquis de Montendre. Il imposa au laboureur le marnage des terres. Après, pendant plus d'un siècle, la ferme fut cultivée par plusieurs générations de Hourdry. Aujourd'hui, et ce, depuis 1935, elle est le domaine des descendants d'Émile Saint.
- La ferme des Aulnes Bouillants a appartenu à l'oncle de Jean de La Fontaine. Jean de La Fontaine en parle dans une lettre qu'il a adressé le 16 mars 1658 à son oncle monsieur Jacques Jannart, conseiller de Sa Majesté le roi Louis XIV et substitut de Nicolas Fouquet dans la charge de Procureur général au Parlement[réf. nécessaire].
- La ferme du « Mont de Blesmes » : au « Mont de Blesmes », une ferme est située à 1 km au sud du village, à 700 mètres de la ferme de la Tuèterie. Souliac Boileau, correspondant du ministère de l'instruction publique pour les travaux historiques, à Château-Thierry[Qui ?] écrit en 1865 : « C'est actuellement une ferme de 110 hectares assise sur un plateau élevé, dans un enfoncement assez sensible, à la naissance d'un ravin qui longe le Bois Pierre. Près de la ferme, au couchant, à 100 mètres se trouve une source abondante et limpide rejetant ses eaux dans le ravin »Histoire de la Lèpre et des Maladeries de l'Aisne, Fédération des Sociétés d'Histoire, et d'ArchéoIogie de l'Aisne[réf. nécessaire]. Une partie des bâtiments d'exploitation utilise encore des restes de la maladrerie. La chapelle de la maladrerie existe toujours, c'est une espèce de petite chambre au premier étage, faisant corps, au nord, avec la maison d'habitation. Dans l'intérieur on y remarque une inscription, à la gauche en rentrant, écrite sur le mur, ainsi conçue : « Cette chapelle a été bâtie en l'honneur de la passion de Notre Seigneur et bénite par Mgr Argenlieu grand vicaire de Soissons, assisté de Monsieur de Champrépar curé d'Étampes et M. d'Augvy chapelain de l'Hôtel-Dieu en l'année mil six cent nonante (1690), en présence de Madame de l'Hôtel d'Dieu et trois religieuses de sa communauté ».

Sur la route d'Allemagne (D 1003) s'élevait une demeure seigneuriale. Antoine Nicolas Duchesne en 1775, lorsqu'il se rendit à Reims pour assister au sacre du roi Louis XVI en parla en ces termes « un petit fief qui est isolé et entouré d'eau vive sur le bord du grand chemin », (actuellement la route D1003 en 2023)[réf. nécessaire]. Cette demeure seigneuriale fut la propriété au XVIIIe siècle de Louis-Nicolas Lesguisé de Dormans, seigneur d'Aigremont. Elle fut vendue en 1804 à Charles David du Temple de Rougemont. Elle fut ensuite détenue par divers propriétaires. Devenue, au fil des ans, une ruine, elle fut entièrement démolie en 2001 et, ainsi, disparaissaient plusieurs siècles d'histoire. C'est aujourd'hui un magasin Jardiland.
L'an II (entre 1793 et 1794) fut terrible à plus d'un titre ; la grêle avait compromis les plus belles récoltes, entraînant une pénurie des denrées alimentaires de première nécessité. À la ferme du Mont de Blesmes, donnée par Jeanne d'Évreux en 1337 à l'Hôtel Dieu, les blés produits en faible quantité, furent réquisitionnés et destinés à la halle d'Égalité-sur-Marne (Château-Thierry) ainsi qu'aux magasins à grains de la capitale pour nourrir le peuple de Paris qui avait faim.

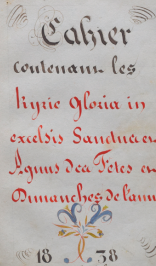
Blesmes - le Cahier - Jean-Baptiste Levasseur.

### XXesiècle
Un aérodrome est établi dès le 19 septembre 1914. Il était occupé alors par la 5e armée, il était établi sur les communes de Blesmes et Courboin, délimité au point 49° 00′ 45″ N, 3° 28′ 49″ E
. Il avait d'autres appellations : Ferme des Grèves ou Plateau de Nesles, il était situé à environ 7 km au sud-est de la ville de Château-Thierry. En 1918, le 88th Aero Squadron, escadron américain du service aérien, a utilisé cet aérodrome du 4 août 1918 au 6 septembre 1918 et du 9 septembre 1918 au 12 septembre 1918. Il était alors affecté au IIIe Corps de la 1re Armée américaine. Les services techniques de la 6e Armée française avaient préparé la réception du groupe. Hangar hébergement, pour la plupart du type de tente individuelle. Les huttes et les billettes offraient un vaste abri aux divers quartiers généraux et au personnel mis en service et enrôlé. L'aérodrome n'avait aucune défense contre les raids aériens autres que l'artillerie antiaérienne régionale. Les abris contre les bombes existaient sous la forme de tranchées abandonnées et de pirogues construites par les troupes qui avaient récemment combattu sur le sol. Le 88th Aero Squadron a réalisé, durant tout ce temps, des photographies aériennes verticales. Ces photographies, remarquables par leur netteté de détail, ont été prises par le responsable de la photographie du groupe, à l'aide d'une caméra de 50 centimètres montée sur un support de son invention fixé à la tourelle de mitrailleuse de l'observateur. L'aérodrome fut ensuite utilisé par les unités aériennes françaises jusqu'en novembre 1918. Après l'Armistice, l'aérodrome est retourné à l'agriculture, sans indication de son utilisation pendant la guerre.

### Décorations françaises
- Croix de guerre 1914-1918 : 11 août 1921[réf. nécessaire].

## Politique et administration

### Découpage territorial
La commune de Blesmes est membre de la communauté d'agglomération de la Région de Château-Thierry, un établissement public de coopération intercommunale (EPCI) à fiscalité propre créé le 1er janvier 2017 dont le siège est à Étampes-sur-Marne. Ce dernier est par ailleurs membre d'autres groupements intercommunaux.
Sur le plan administratif, elle est rattachée à l'arrondissement de Château-Thierry, au département de l'Aisne et à la région Hauts-de-France. Sur le plan électoral, elle dépend du canton de Château-Thierry pour l'élection des conseillers départementaux, depuis le redécoupage cantonal de 2014 entré en vigueur en 2015, et de la cinquième circonscription de l'Aisne pour les élections législatives, depuis le dernier découpage électoral de 2010.

### Administration municipale
| Période                                  | Période                       | Identité                | Étiquette | Qualité |
| ---------------------------------------- | ----------------------------- | ----------------------- | --------- | --- |
| 1871                                     | 1881                          | Jules Joseph Bertrand   |           | Vigneron propriétaire |
| 1945                                     | 1951                          | Gabriel Blanche         |           | Architecte |
| 1954                                     | 1965                          | Abel Blétry             |           | Technicien SNCF, mécanicien ajusteur |
| 1971                                     | 1979                          | Gaston Gilbert          | PCF       | Cadre SNCF, chef de district |
| Les données manquantes sont à compléter. |                               |                         |           | |
| 1984                                     | 1989                          | Jean-Claude Bracquemart |           | Électricien |
| mars 1989                                | mai 2020                      | André Simon             | PCF       | Retraité, dessinateur projeteur dans l'industrie automobile président du syndicat d'assainissement de la Région de Château-Thierry de 2001 à 2019 , |
| mai 2020                                 | En cours (au 11 juillet 2020) | Martine Simon           | PCF       | Retraitée, contrôleuse principale des finances publiques (ministère du budget des comptes publics)                                                  |

## Démographie
L'évolution du nombre d'habitants est connue à travers les recensements de la population effectués dans la commune depuis 1793. Pour les communes de moins de 10 000 habitants, une enquête de recensement portant sur toute la population est réalisée tous les cinq ans, les populations de référence des années intermédiaires étant quant à elles estimées par interpolation ou extrapolation. Pour la commune, le premier recensement exhaustif entrant dans le cadre du nouveau dispositif a été réalisé en 2008.

En 2022, la commune comptait 473 habitants, en évolution de +8,49 % par rapport à 2016 (Aisne : −1,97 %, France hors Mayotte : +2,11 %).
| 1793 | 1800 | 1806 | 1821 | 1831 | 1836 | 1841 | 1846 | 1851 |
| ---- | ---- | ---- | ---- | ---- | ---- | ---- | ---- | ---- |
| 297  | 294  | 326  | 263  | 259  | 324  | 307  | 324  | 324  |

| 1856 | 1861 | 1866 | 1872 | 1876 | 1881 | 1886 | 1891 | 1896 |
| ---- | ---- | ---- | ---- | ---- | ---- | ---- | ---- | ---- |
| 286  | 304  | 317  | 316  | 324  | 324  | 302  | 294  | 316  |

| 1901 | 1906 | 1911 | 1921 | 1926 | 1931 | 1936 | 1946 | 1954 |
| ---- | ---- | ---- | ---- | ---- | ---- | ---- | ---- | ---- |
| 293  | 256  | 265  | 272  | 259  | 265  | 248  | 270  | 267  |

| 1962 | 1968 | 1975 | 1982 | 1990 | 1999 | 2006 | 2008 | 2013 |
| ---- | ---- | ---- | ---- | ---- | ---- | ---- | ---- | ---- |
| 246  | 232  | 274  | 352  | 339  | 381  | 379  | 379  | 408  |

| 2018 | 2022 | - | - | - | - | - | - | - |
| ---- | ---- | - | - | - | - | - | - | - |
| 457  | 473  | - | - | - | - | - | - | - |

## Culture locale et patrimoine

### Lieux et monuments
- Place de la Mairie. La mairie de la commune de Blesmes, sous l'influence de son maire Jules Joseph Bertrand, fut édifiée en 1879. « L'ensemble du conseil municipal se prononça alors sur la construction d'une maison d'école mixte et d'une mairie ».
- L'église du village, l'église Saint-Cyr-et-Sainte-Julitte de Blesmes est placée sous le patronage de saint Cyr et de Sainte-Julitte, elle se composait dans son état primitif d'une simple nef terminée par un chœur à chevet plat. Il ne subsiste de cette église que le chœur et le portail. On attribue ces parties à la seconde moitié du règne de Louis VI (vers 1130). La nef fut reconstruite entre la fin du XVe et le début du XVIe siècle , après avoir été détruite par un incendie, on y ajouta un collatéral côté sud. Souliac Boileau mentionne en 1860 une légende sur la source Saint-Cyr située à environ 15 mètres du portail de l'église, lui attribuant la guérison de la fièvre et de la jaunisse. En 1858, le conseil municipal décida la construction du clocher actuel.
- Les lavoirs.
- L'abreuvoir aux bestiaux.
- La place des Marronniers au début du XXe siècle.
- Le siphon de la Dhuis dans le Bois Pierre. L'aqueduc de la Dhuis est un aqueduc souterrain d'Île-de-France et d'Aisne en France, construit entre 1863 et 1865 pour alimenter Paris en eau potable à partir de la Dhuis, il parcourt 130 km presque à l'horizontale, de la commune de Pagny la Dhuis, pour aboutir au réservoir de Ménilmontant, il alimente la ville de Paris et le complexe de Disneyland Paris. L'aqueduc franchit 21 vallées d'une profondeur comprise entre 20 et 73 m au moyen d'autant de siphons. Le siphon du Bois Pierre est situé entre les communes de Blesmes et de Chierry, il est l'un d'entre eux.

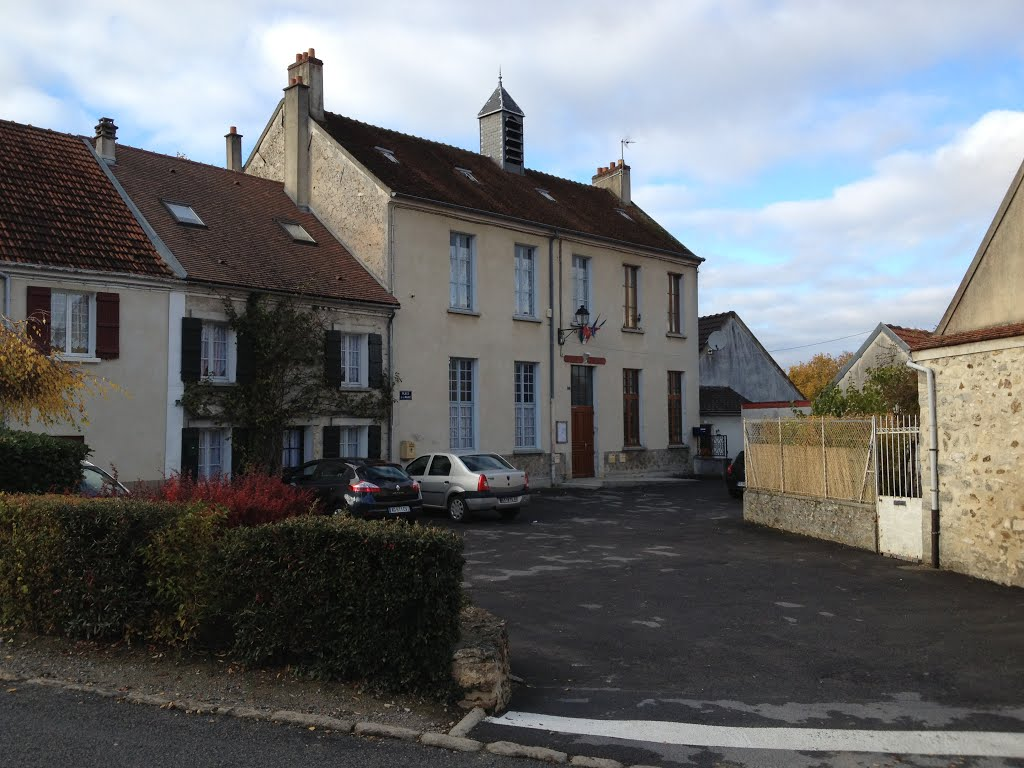
Blesmes - place de la Mairie.
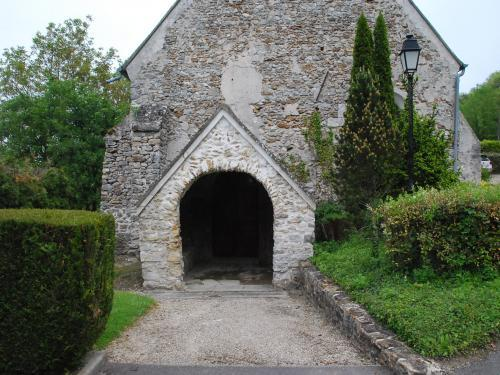
Blesmes - l'entrée de l'église Saint-Cyr.
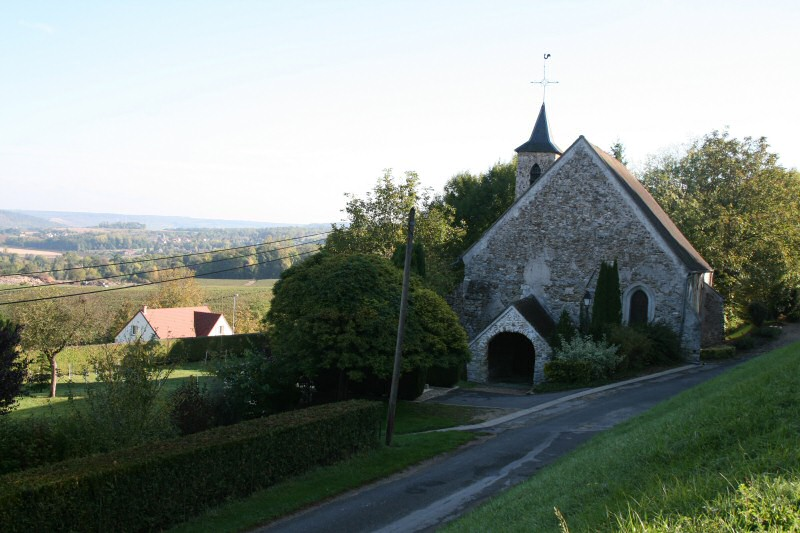
Blesmes - église du village vue du parcours de la Dhuis.
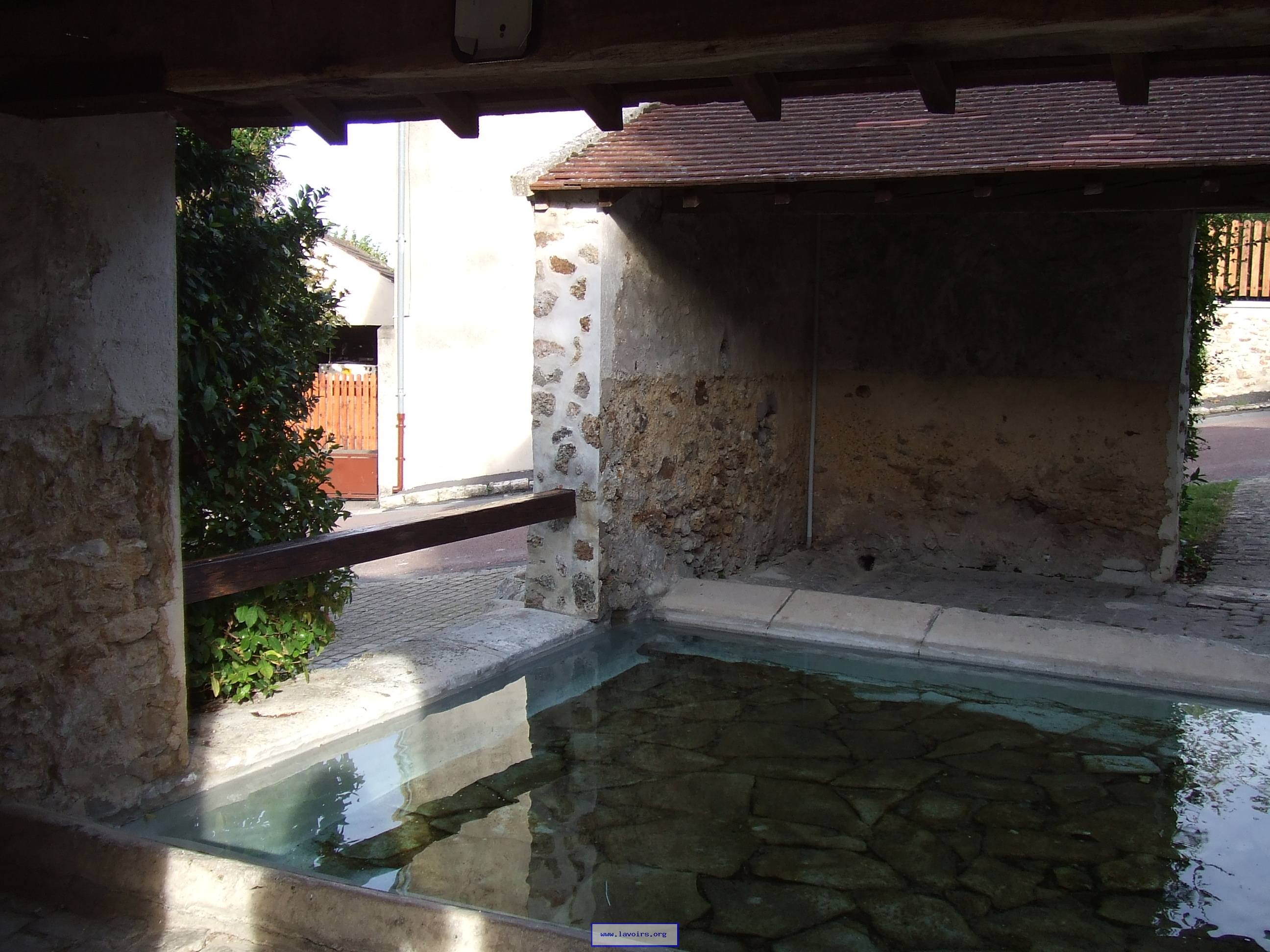
Blesmes - lavoir proche de la mairie.
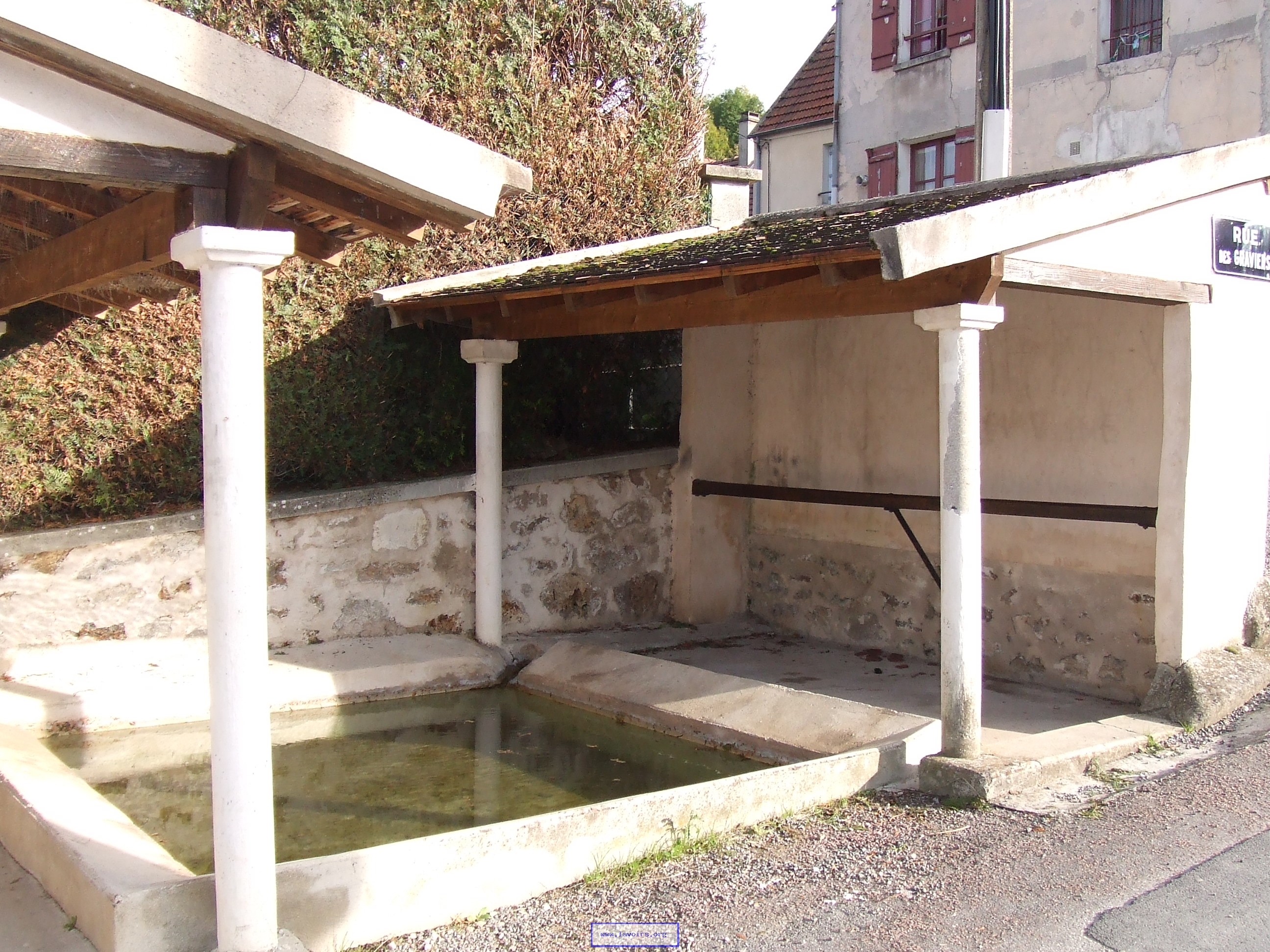
Blesmes - lavoir de la côte.
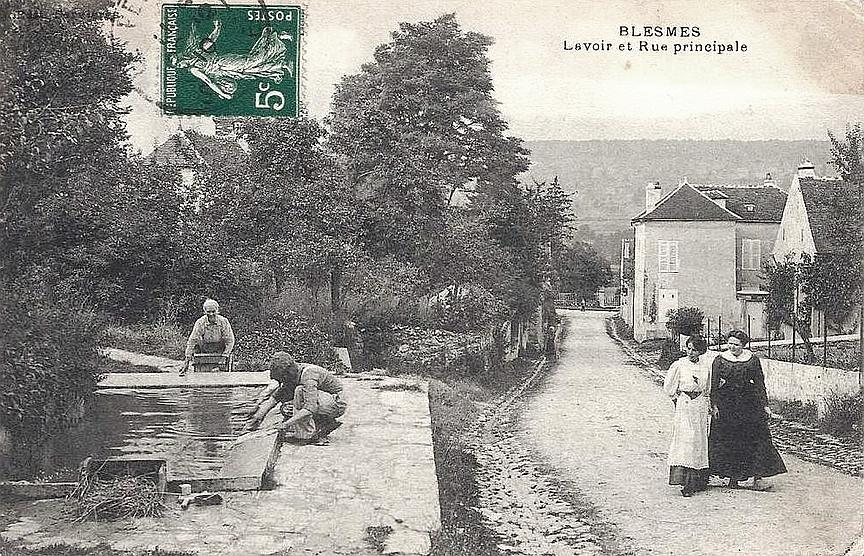
Blesmes - lavoir et rue principale au début du XXe siècle.
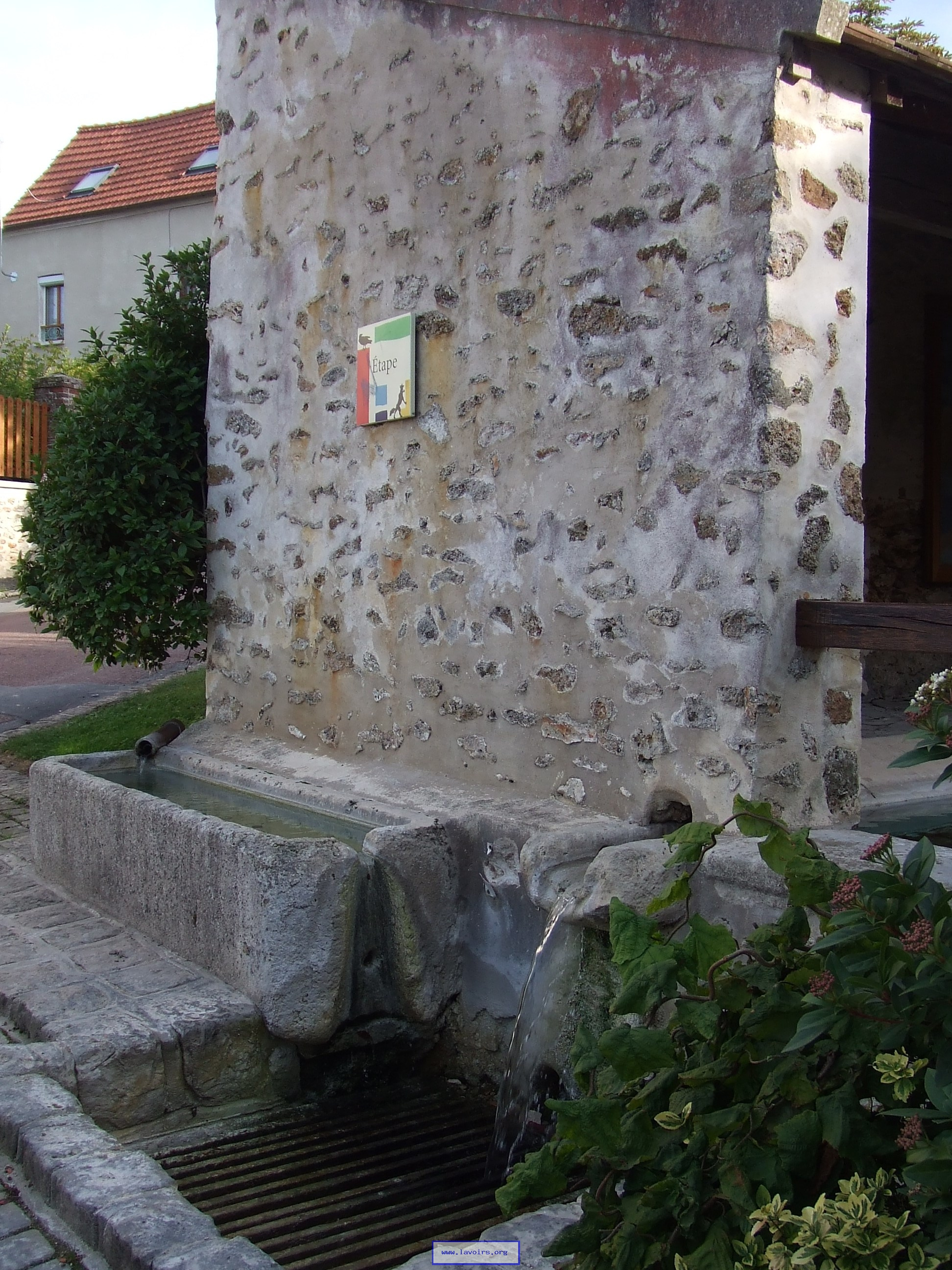
Blesmes - l'abreuvoir aux bestiaux.
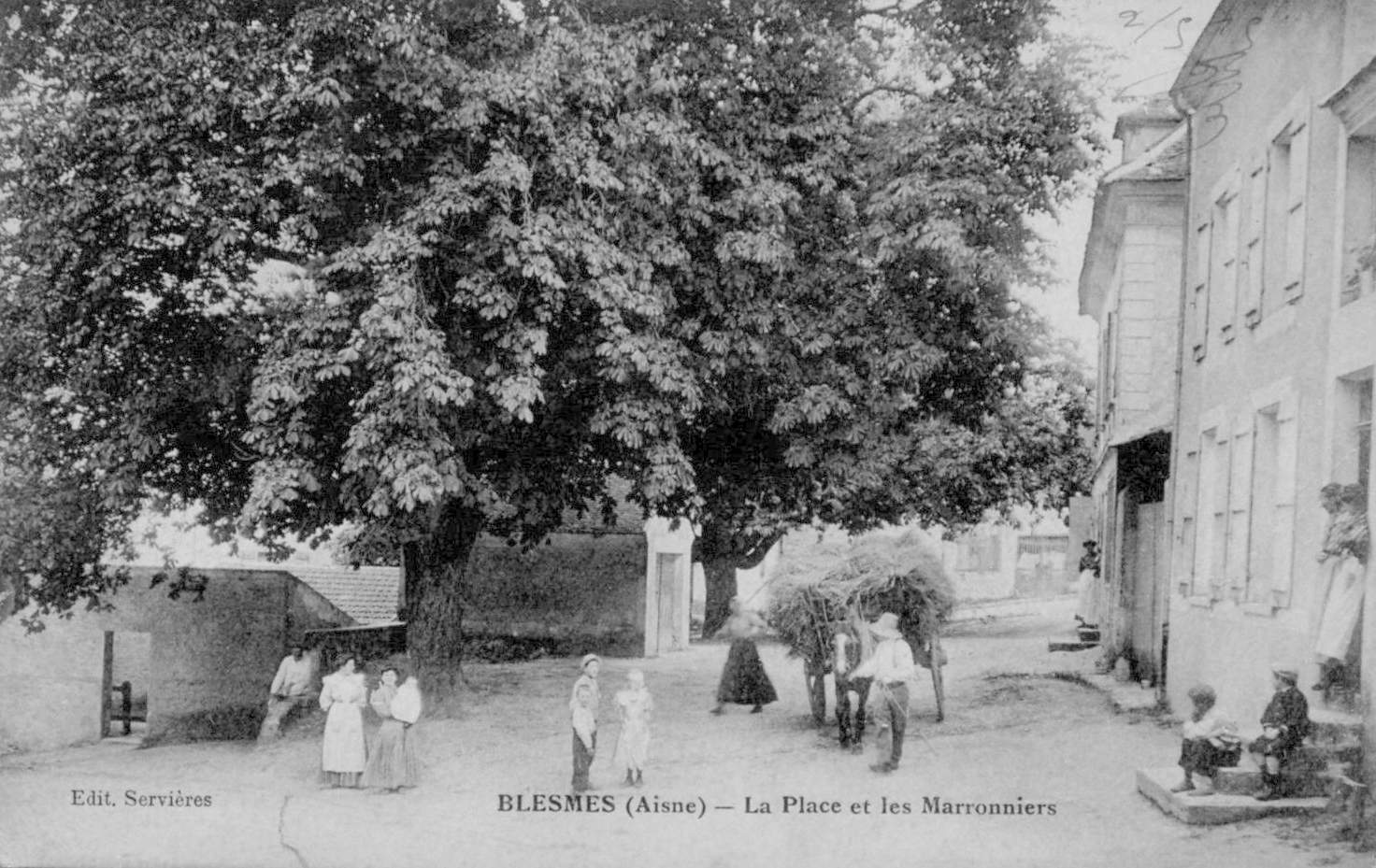
Blesmes - la place des Marronniers au début du XXe siècle.
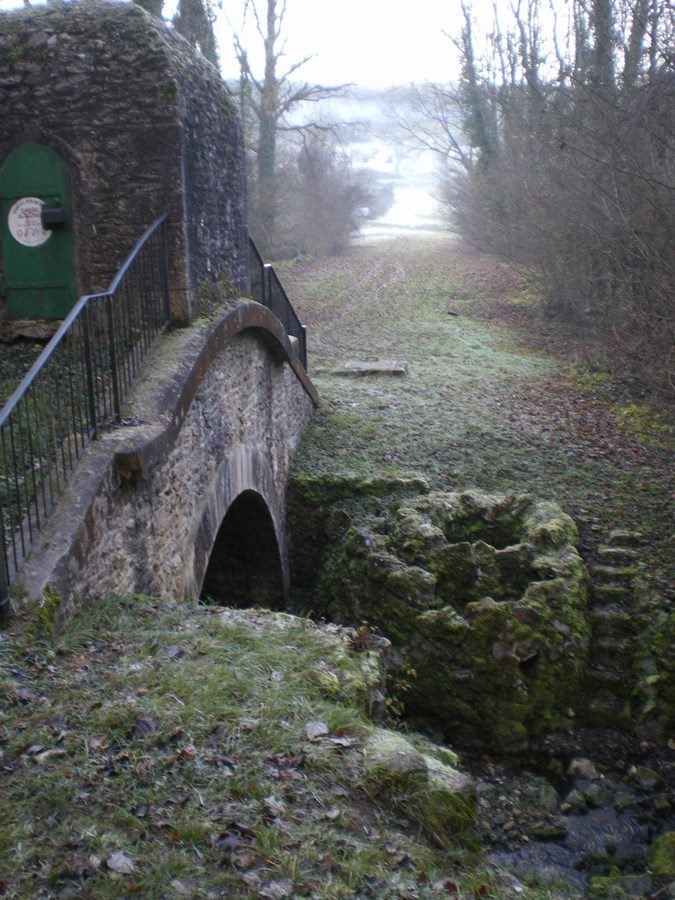
Blesmes - siphon de la Dhuis - Bois Pierre.

### Personnalités liées à la commune
- Charles Blanche (1863-1937) et Gabriel Blanche (1898-1975), père et fils, architectes, décédés dans la commune.
- Henri Germain (1855-1918), auteur de nouvelles publiées dans des journaux de Paris et de province, de vaudevilles et de pièces de théâtre. Il a habité à la villa Les Bruyères, rue des Roinsettes, à Blesmes.
- Frédéric Gabriel (1970- ), ancien coureur cycliste, professionnel de 1995 à 2007, est né à Blesmes.

### Héraldique
| Blason de Blesmes | Blason  | Coupé de un, parti de trois : au 1er d'or au chef émanché d'azur, au 2e d'azur à l'étoile d'or au canton dextre du chef, au 3e de sinople à la gerbe de blé d'or, au 4e d'azur à la bande cousue* de gueules, au 5e de sinople plain, au 6e coupé émanché d'azur et de gueules, au 7e de sinople à trois abeilles de sable*, ailées d'or ordonnées en chevron couché contourné, au 8e d'or à sept filets en fasce de sable et à la bande ondée d'azur brochante ; à l'écusson coupé au I d'argent au soleil non figuré à seize rais droits d'or*, au II d'or plain et à la face d'argent brochant sur le coupé, ledit écusson brochant en cœur sur les quatre quartiers de dextre. Ornements extérieursCroix de guerre 1914-1918 |
| Blason de Blesmes | Détails | * Il y a là non-respect de la règle de contrariété des couleurs : ces armes sont fautives. Élaboré à partir d'une épitaphe retrouvée dans l'église Saint-Cyr qui représente une gerbe de blés et des abeilles. Adopté par la municipalité. |

## Pour approfondir